# Louis Nirenberg
Louis Nirenberg (28 tháng 2 năm 1925 – 26 tháng 1 năm 2020) là nhà toán học người gốc Canada, và là nhà giải tích xuất sắc của thế kỷ 20. Ông đã có những đóng góp căn bản vào các phương trình vi phân riêng phần tuyến tính và phi tuyến tính cùng việc áp dụng các phương trình này trong hình học cũng như giải tích phức.
Nirenberg sinh tại Hamilton, Ontario. Ông học ở Đại học McGill (Canada), rồi sau đó ở Đại học New York và đậu bằng tiến sĩ ở đây năm 1949 dưới sự hướng dẫn của James J. Stoker. Ông trở thành giáo sư ở Viện khoa học toán học Courant của Đại học New York.
Ông đã đoạt nhiều giải thưởng và vinh dự, trong đó có giải Crafoord, giải tưởng niệm Bôcher, giải Jeffery-Williams, giải Leroy P. Steele, Huy chương Khoa học quốc gia (Hoa Kỳ), huy chương Trần, giải Abel.

## Tác phẩm
- Lectures on linear partial differential equations. In: Conference Board of the Mathematical Sciences of the AMS. American Mathematical Society, Providence (Rhode Island) 1973.
- Functional Analysis. Courant Institute 1961.
- Topics in Nonlinear Functional Analysis. Courant Institute 1974.